# Little Muttonbird Island
Little Muttonbird Island ist eine sehr kleine felsige Insel im Nordosten des australischen Bundesstaats New South Wales. Sie liegt direkt vor dem Strand des Küstenorts Coffs Harbour, etwa 300 m nordöstlich der Mündung des Coffs Creek in die Tasmansee.